# Edith Cowan

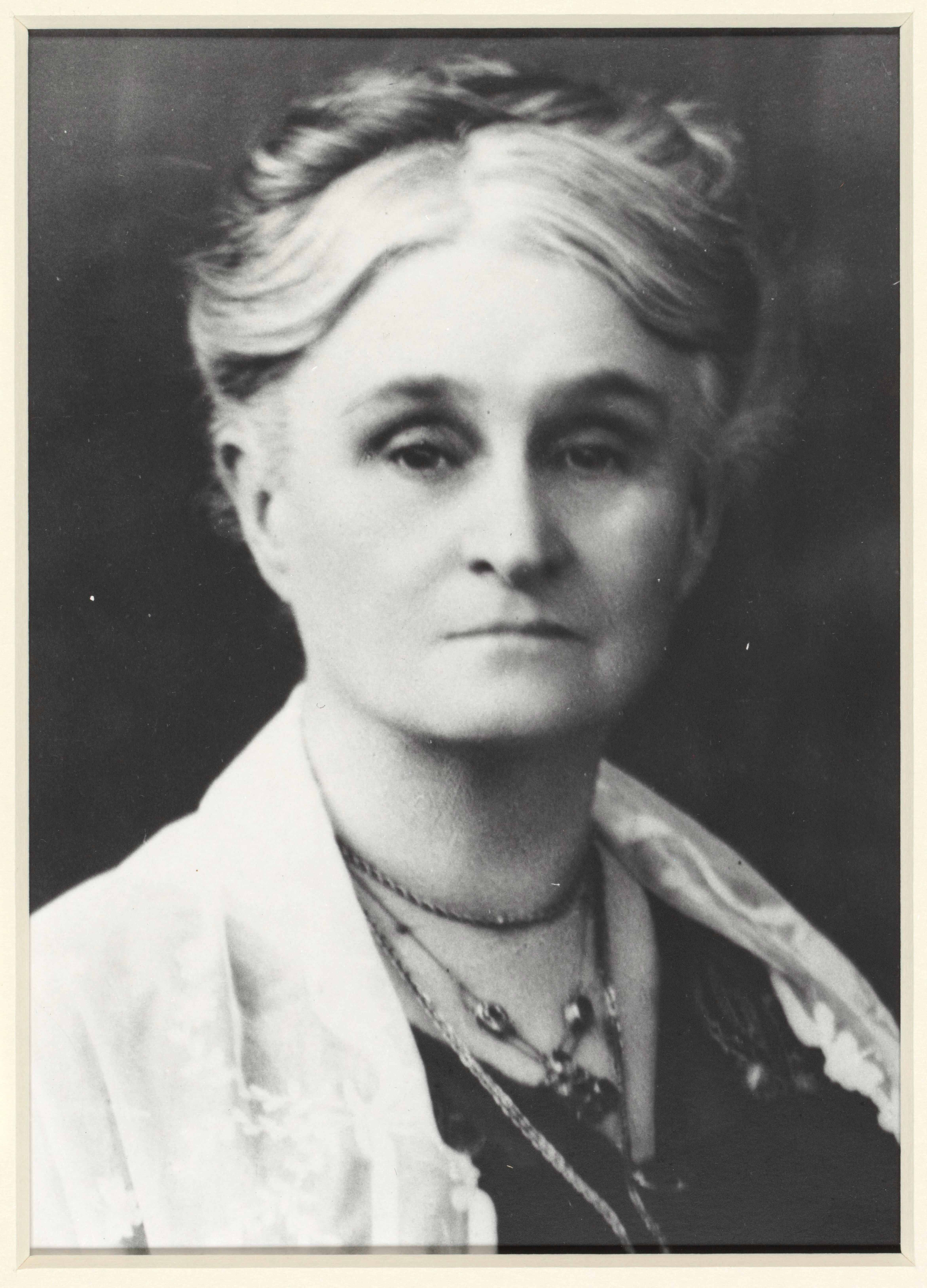
Edith Cowan

Edith Dircksey Cowan (ur. 2 sierpnia 1861, zm. 9 czerwca 1932) – australijska polityk, działaczka społeczna oraz pierwsza kobieta wybrana do Zgromadzenia Ustawodawczego Australii Zachodniej.
Była jedną z współzałożycielek klubu australijskich sufrażystek w 1894 (tzw. Karrakatta Club).
Podczas I wś zajmowała się pomocą żołnierzom na froncie (zbiórki odzieży, żywności), a po zakończeniu wojny koordynowała działania mające na celu wspieranie powracających żołnierzy za co w 1920 została odznaczona Orderem Imperium Brytyjskiego.
Jej podobizna znajduje się na australijskim banknocie 50 dolarowym.
W 1991 Western Australian College of Advanced Education zmienił nazwę na Uniwersytet Edith Cowan.